# Sojuz GVK
Sojuz GVK je ruská nepilotovaná nákladní kosmická loď ve vývoji, schopná vynést náklad na mezinárodní vesmírnou stanici ISS, ale také dopravit náklad zpět na Zemi. Touto schopností nyní disponuje pouze nákladní loď Dragon společnosti SpaceX. Sojuz GVK vychází stejně jako loď Progress z kosmické lodi Sojuz. Vynášet ji bude raketa Sojuz 2.1b. První start je plánován na rok 2022. 